# Lam Sơn, Tân Yên
Lam Sơn là một xã thuộc huyện Tân Yên, tỉnh Bắc Giang, Việt Nam.

## Địa lý
Xã Lam Sơn có diện tích 14,91 km², dân số năm 2023 là 14.899 người, mật độ dân số đạt 999 người/km².

## Lịch sử
Ngày 28 tháng 9 năm 2024, Ủy ban Thường vụ Quốc hội ban hành Nghị quyết số 1191/NQ-UBTVQH15 về việc sắp xếp đơn vị hành chính cấp huyện, cấp xã của tỉnh Bắc Giang giai đoạn 2023 – 2025 (nghị quyết có hiệu lực từ ngày 1 tháng 1 năm 2025). Theo đó, thành lập xã Lam Sơn trên cơ sở toàn bộ 5,76 km² diện tích tự nhiên, quy mô dân số là 6.280 người của xã Phúc Sơn và toàn bộ 9,15 km² diện tích tự nhiên, quy mô dân số là 8.619 người của xã Lam Cốt.
Xã Lam Sơn có 14,91 km² diện tích tự nhiên và quy mô dân số là 14.899 người.